# العلاقات السويدية الصينية
العلاقات السويدية الصينية هي العلاقات الثنائية التي تجمع بين السويد والصين.

## مقارنة بين البلدين
هذه مقارنة عامة ومرجعية للدولتين:
| وجه المقارنة                                              | السويد                                                                               | الصين                    |
| --------------------------------------------------------- | ------------------------------------------------------------------------------------ | ------------------------ |
| المساحة (كم2)                                             | 450.30 ألف                                                                           | 9.60 مليون               |
| عدد السكان (نسمة)                                         | 10.16 مليون                                                                          | 1.33 مليار               |
| الكثافة السكانية (ن./كم²)                                 | 22.56                                                                                | 138.54                   |
| العاصمة                                                   | ستوكهولم                                                                             | بكين                     |
| اللغة الرسمية                                             | اللغة السويدية، لغات السامي، اللغة الفنلندية، منكيلي، اللغة الرومنية، اللغة اليديشية | اللغة الصينية القياسية   |
| العملة                                                    | كرونة سويدية                                                                         | رنمينبي                  |
| الناتج المحلي الإجمالي (بليون دولار)                      | 538.04 مليار                                                                         | 12.24 تريليون            |
| الناتج المحلي الإجمالي (تعادل القوة الشرائية) بليون دولار | 469.01 مليار                                                                         | 19.82 تريليون            |
| الناتج المحلي الإجمالي الاسمي للفرد دولار أمريكي          | 50.58 ألف                                                                            | 8.03 ألف                 |
| الناتج المحلي الإجمالي للفرد دولار أمريكي                 | 45.30 ألف                                                                            | 13.21 ألف                |
| مؤشر التنمية البشرية                                      | 0.907                                                                                | 0.728                    |
| رمز المكالمات الدولي                                      | +46                                                                                  | +86                      |
| رمز الإنترنت                                              | .se                                                                                  | .cn، .中国 ‏، .中國 ‏      |
| المنطقة الزمنية                                           | توقيت وسط أوروبا، ت ع م+01:00، ت ع م+02:00، أوروبا/ستوكهولم ‏                         | توقيت الصين، ت ع م+08:00 |

## مدن متوأمة
في ما يلي قائمة باتفاقيات التوأمة بين مدن سويدية وصينية:
- ترتبط Linköping Municipality [الإنجليزية]‏ مع ماكاو باتفاقية توأمة.[13][13]
- ترتبط بلدية كوثنبورغ مع شانغهاي باتفاقية توأمة منذ 10 أكتوبر 2015.[14][14][14][14]
- ترتبط Örebro Municipality [الإنجليزية]‏ مع يانتاى باتفاقية توأمة منذ 1946.
- ترتبط غوتنبرغ مع شانغهاي باتفاقية توأمة منذ 1946.[15][16][17][14]
- ترتبط Umeå Municipality [الإنجليزية]‏ مع تشيوفو باتفاقية توأمة منذ 1992.[18][19][18][19]
- ترتبط Skövde Municipality [الإنجليزية]‏ مع تشانغجياكو باتفاقية توأمة.[20]
- ترتبط Krokom Municipality [الإنجليزية]‏ مع مدينة جيلين باتفاقية توأمة.
- ترتبط مورا مع تشانغتشون باتفاقية توأمة.
- ترتبط بلدية مالمو [الإنجليزية]‏ مع تانغشان باتفاقية توأمة منذ 2003.[21][21][21][21]
- ترتبط Skellefteå Municipality [الإنجليزية]‏ مع تونغلينغ باتفاقية توأمة منذ 1 أبريل 1968.
- ترتبط Enköping Municipality [الإنجليزية]‏ مع ليني باتفاقية توأمة منذ 1961.[22][22][22][22]

## منظمات دولية مشتركة
يشترك البلدان في عضوية مجموعة من المنظمات الدولية، منها:
| علم المنظمة | اسم المنظمة                               | تاريخ انضمام السويد | تاريخ انضمام الصين |
| ----------- | ----------------------------------------- | ------------------- | ------------------ |
|             | وكالة ضمان الاستثمار متعدد الأطراف        | 12 أبريل 1988       | 30 أبريل 1988      |
|             | منظمة الشرطة الجنائية الدولية             | ?                   | ?                  |
|             | مجموعة الموردين النوويين                  | ?                   | ?                  |
|             | منظمة حظر الأسلحة الكيميائية              | ?                   | ?                  |
|             | منظمة التجارة العالمية                    | 1995                | 11 ديسمبر 2001     |
|             | الفريق المعني برصد الأرض                  | ?                   | ?                  |
|             | الأمم المتحدة                             | 19 نوفمبر 1946      | 25 أكتوبر 1971     |
|             | مؤسسة التمويل الدولية                     | 20 يوليو 1956       | 15 يناير 1969      |
|             | يونسكو                                    | 23 يناير 1950       | 4 نوفمبر 1946      |
|             | مؤسسة التنمية الدولية                     | 24 سبتمبر 1960      | 24 سبتمبر 1960     |
|             | بنك التنمية الآسيوي                       | 1966                | 1986               |
|             | الاتحاد الدولي للاتصالات                  | 1866                | 1 سبتمبر 1920      |
|             | البنك الإفريقي للتنمية                    | ?                   | ?                  |
|             | البنك الدولي للإنشاء والتعمير             | 31 أغسطس 1951       | 27 ديسمبر 1945     |
|             | المنظمة الهيدروغرافية الدولية             | ?                   | ?                  |
|             | الاتحاد البريدي العالمي                   | ?                   | ?                  |
|             | المركز الدولي لتسوية المنازعات الاستشارية | 28 يناير 1967       | 6 فبراير 1993      |

## وصلات خارجية
- موقع وزارة الخارجية السويدية
- موقع وزارة الخارجية الصينية